# پوگروم وانسوش
پوگروم وانسوش کشتاری از یهودیان لهستانی در جریان جنگ جهانی دومبود که در دهکده وانسوش در لهستان تحت اشغال آلمان در ۵ ژوئیه ۱۹۴۱ رخ داد.

## پیشینه
هنگامی که آلمان نازی در ۱۹۳۹ به لهستان حمله کرد، دهکده وانسوش (استان پودلاسکی) در هفته دوم جنگ به دست آلمانی‌ها افتاد. در پایان سپتامبر، مطابق با پیمان مرزی آلمان و شوروی، منطقه توسط نازی‌ها به اتحاد جماهیر شوروی منتقل شد.
اتحاد جماهیر شوروی در پی اجرای پیمان محرمانه مولوتوف–ریبنتروپ، دو هفته زودتر، در ۱۷ سپتامبر ۱۹۳۹، از شرق به لهستان حمله کرده بود. ارتش سرخ ۵۲٫۱ درصد از سرزمین لهستان را با بیش از ۱۳٫۷۰۰٫۰۰۰ سکنه اشغال کرد. منطقه اشغال‌شده توسط شوروی شامل ۵/۱ میلیون لهستانی بومی (حدود ۳۸٪)، ۳۷ درصد اوکراینی، ۱۴٬۵ درصد بلاروسی، ۸٬۴ درصد یهودی، ۰/۹ درصد روس و ۰/۶ درصد آلمانی‌تبار بود. به علاوم ۳۳۶٬۰۰۰ پناهجو که از مناطقی که پیشتر توسط آلمان اشغال شده بودند به لهستان شرقی فرار کرده بودند - بیشتر آن‌ها را، با ۱۹۸٬۰۰۰ تن جمعیت، یهودیان لهستانی تشکیل می‌دادند.
پس از حمله آلمان نازی به اتحاد جماهیر شوروی، ورماخت آلمان در ۲۲ ژوئن ۱۹۴۱ دوباره وارد وانسوش شد. یهودیان شهر، در آن هنگام، ۴۰ درصد از جمعیت شهر، یعنی حدود ۵۰۰ نفر بودند.

## پوگروم
در شب ۴ و ۵ ژوئیه ۱۹۴۱، گروه کوچکی از مردان مسلح به تبر و چماق‌های آهنی، ده‌ها تن از ساکنان یهودی وانسوش را به قتل رساندند. قتل‌ها بدون توجه به سن و جنسیت قربانیان به شیوه‌ای وحشیانه انجام شدند. اجساد یهودیان کشته‌شده را به شکل دسته‌جمعی در گودال بزرگی انداختند که در اطراف دهکده کنده شده بود. طبق تحقیقات مؤسسه یادبود ملی، تعداد قربانیان حداقل ۷۰ نفر بوده‌است. بر پایه‌گذارشی به تاریخ ۱۴ ژوئیه ۱۹۴۱ توسط بخش امنیتی ب/۲۲۱ آلمان، «پس از عقب‌نشینی روسیه، مردم لهستانی وانسوش طویله‌ای را با یهودیان پر کردند و همه آن‌ها را پیش از ورود نیروی آلمانی [به دهکده] کشتند».